# Russell (Nowy Jork)
Russell – town w Stanach Zjednoczonych, w stanie Nowy Jork, w hrabstwie St. Lawrence.
Powierzchnia town wynosi 97,29 mi² (około 252 km²). W 2010 roku jego populacja wynosiła 1856 osób, a liczba gospodarstw domowych: 990. W 2000 roku zamieszkiwało je 1801 osób, a w 1990 mieszkańców było 1716.